# Iráni naptár
Az iráni naptár vagy más néven modern perzsa naptár a Nap járásán alapuló naptár, amely sokban hasonlít a Gergely-naptárra, azonban a noruz (újév) napja a tavaszi napéjegyenlőség, ami egy 13 napos ünnepség kezdete.
Az év 365 napos, amit 12 hónapra osztanak. Az első 6 hónap 31 napos, a következő öt 30 napos, az utolsó hónap 29 napos, szökőévben pedig 30.
A naptár kezdő eseménye, amikor Mohamed próféta elhagyta Mekkát, a Gergely-naptár szerint 622-ben.

## A naptár hónapjai
| időszak                        | iráni hónapnév (perzsa)            | közép-perzsa (pahlavi) | aveszta        | jelentés                | megfelelő csillagkép | afgán-perzsa (= csillagkép) | pastu (= csillagkép) | nap        | megjegyzés           |
| ------------------------------ | ---------------------------------- | ---------------------- | -------------- | ----------------------- | -------------------- | --------------------------- | -------------------- | ---------- | -------------------- |
| március 21. – április 20.      | Farwardin فروردين [færværdin]      | Farwardīn              | Fravasinam     | hajtóerő                | Kos                  | Ḥamal حمل                   | Wrai وری             | 31         | tavasz kezdetétől    |
| április 21. – május 21.        | Ordibehest ارديبهشت [ordiːbeheʃt]  | Ardwahist              | Asa Vahista    | igazság és tisztaság    | Bika                 | Saur ثور                    | Ġwayai غوايي         | 31         |                      |
| május 22. – június 21.         | Khordād [xordɑd]                   | Hordād                 | Haurvata       | jólét                   | Ikrek                | Jauzā جوزا                  | Ġbargolai غبرګولی    | 31         |                      |
| június 22. – július 22.        | Tir تير [tiːr]                     | Tīr                    | Tishtria       |                         | Rák                  | Saraṭān سرطان               | Čangaś چينګاښ        | 31         | nyár elején          |
| július 23. – augusztus 22.     | Mordād مرداد [mordɑd] ill. amordād | Amurdād                | Ameretat       | halhatatlanság          | Oroszlán             | Asad اسد                    | Zmarai زمری          | 31         |                      |
| augusztus 23. – szeptember 22. | Sahriwar شهريور [ʃæhriːvær]        | Sahrewar               | Khecstravarija | emelkedettség           | Szűz                 | Sunbula سنبله               | Waźai وږی            | 31         |                      |
| szeptember 23. – október 22.   | Mehr مهر [mehr]                    | Mihr                   | Mithra         | Nap, barátság, szerelem | Mérleg               | Mīzān میزان                 | Təla تله             | 30         | ősz elején           |
| október 23. – november 21.     | Ābān آبان [ɑbɑn]                   | Ābān                   | Apam           |                         | Skorpió              | ʿAqrab عقرب                 | Laṛəm لړم            | 30         |                      |
| november 22. – december 21.    | Āzar آذر [ɑzær]                    | Ādur                   | Atar           | tűz                     | Nyilas               | Qaus قوس                    | Lindəi ليندۍ         | 30         |                      |
| december 22. – január 20.      | Déi دی [dɛj]                       | Day                    | Dino           | teremtő                 | Bak                  | Jadi جدی                    | Marġumai مرغومی      | 30         | tél eleje            |
| január 21. – február 19.       | Bahman بهمن [bæhmæn]               | Wahman                 | Wahuman        | jó gondolatok           | Vízöntő              | Dalv(a) دلو(ه)              | Salwāġa سلواغه       | 30         |                      |
| február 20. – március 20.      | Eszfand اسفند [ɛszfænd]            | Spandarmad             | Spendaramd     | szerénység              | Halak                | Ḥūt حوت                     | Kab کب               | 29 vagy 30 | a szökőévtől függően |

Az iráni naptár 1922 óta hivatalos naptár Afganisztánban és 1925 óta Iránban.